# Luo Guangyu
Luo Guangyu (Shandong, 1888 – Shandong, 1944) è stato un artista marziale cinese.

## Biografia

### Gli inizi
Divenne allievo del Maestro Fang Yu Tong intorno al 1908. Nel 1919, l'associazione sportiva Chin Woo di Shanghai, invitò il Maestro Fang Yu Tong ad insegnare lo stile della mantide religiosa delle sette stelle nelle proprie sedi. Il fatto avrebbe portato prestigio alla Chin Woo, in quanto il Maestro Fang era ormai uno dei maestri più famosi nel combattimento, mai sconfitto durante i suoi numerosissimi scontri. L'ormai ottantenne, Fang dovette rifiutare l'invito a causa dell'età e mandò in sua vece Lo Guangyu, che dovette conquistarsi il posto dimostrando più volte la propria abilità di combattente.
All'inizio non gli fu facile dimostrare di essere all'altezza della fama del suo maestro, ma grazie alle sue vittorie si conquistò il rispetto di tutti. Nel 1919 vinse il Gran Campionato di combattimento libero che si organizzava a Shanghai, dove partecipavano i più abili combattenti di kung fu. Si dice  che praticasse quotidianamente il programma completo dello stile Tang Lang delle 7 stelle, e che raggiunse un altissimo livello di pratica.

### La fama
Insegnò per 10 anni nella Chin Woo di Shanghai e la sua fama si diffuse in tutta la Cina, grazie anche alle diverse vittorie che i suoi allievi riportarono in numerosi tornei, il più prestigioso dei quali fu il campionato tenutosi a Nanchino nel 1929, che fu vinto da un suo allievo di nome Ma Cheng Xin.
Per la sua abilità, il Maestro Luo Guangyu, fu considerato uno dei tre più importanti maestri e fu eletto quarto Signore della Chin Woo.
La sua fama raggiunse tutta la Cina, tanto che, nel 1930, fu invitato nel sud del paese per insegnare il suo stile nella Chin Wu di Hong Kong; in questo modo il Tang Lang delle 7 stelle venne praticato anche al di fuori dello Shantung.

### La morte
Il Maestro Luo Guangyu insegnò per nove anni nella Chin Woo di Hong Kong e a seguito della guerra che interessò questa città ritornò nello Shantung, dove nel 1944 morì.

## Le tecniche
Profondo conoscitore del Tang Lang delle 7 stelle, era anche esperto del Qi Gong del suo stile: il Qi Gong dei 18 Buddha (Sap Pa Lohan Qi Gong) e della tecnica Shaolin del palmo d'acciaio. Era in grado di rompere con un colpo di mano una fila di 12 mattoni.
La sua forma preferita era Tong Long Tau Tou (It. La mantide prende la pesca), che riteneva la migliore per sviluppare velocità e abilità nel combattimento.
Si dice che negli ultimi tempi si allenasse nel combattimento solo con pochi intimi allievi esperti, in quanto aveva paura di provocare accidentalmente seri danni, proprio a causa della potenza che aveva raggiunto nei suoi colpi. Insegnò a Shanghai, Nanchino, Canton e Hong Kong; ebbe più di mille allievi molti dei quali furono militari dell'esercito cinese; ecco perché, attualmente, il Tang Lang delle 7 stelle è molto diffuso nell'ambiente militare.
Tra i suoi allievi di Hong Kong vi fu anche Lee Jin Shun, che fu maestro dell'attore Bruce Lee.